# Laricobius mirabilis
Laricobius mirabilis is een keversoort uit de familie tandhalskevers (Derodontidae). De wetenschappelijke naam van de soort is voor het eerst geldig gepubliceerd in 1999 door Háva & Jelínek.